# Fibula van Dorestad
De Fibula van Dorestad is een unieke fibula (mantelspeld) die moet zijn vervaardigd aan het eind van de 8e eeuw. De broche werd in 1969 gevonden tijdens een archeologische opgraving van de NJBG in de voormalige rijke handelsplaats Dorestad (nu Wijk bij Duurstede). Het voorwerp werd aangetroffen in een oude waterput.
De Fibula van Dorestad is tegenwoordig te bezichtigen in het Rijksmuseum van Oudheden te Leiden.

## Achtergrond
Vermoedelijk is de broche tussen 775 en 800 in het toenmalige Koninkrijk Bourgondië vervaardigd. Hij heeft een diameter van 8,5 centimeter en is uitgevoerd in goud, versierd met cloisonnéwerk en ingelegd met verschillende kleuren glas, almandijn en parels langs de rand. Het inlegwerk toont christelijke vormen, zoals twee kruisen in elkaar in de stijl van kerkelijk edelsmeedwerk. Enkele stenen ervan zijn verloren gegaan, evenals de speld aan de achterzijde waarmee de broche op de kleding kon worden bevestigd. 
Mogelijk is de broche destijds verborgen in de waterput, tijdens de plunderingen door Vikingen die in Dorestad huishielden.